# دهستان کیشکور
دهستان کیشکور نام دهستانی در بخش کیشکور  شهرستان سرباز استان سیستان و بلوچستان در ایران است. 

## جمعیت
بر اساس سرشماری مرکز آمار ایران در سال ۱۳۹۵، جمعیت آن ۷۶۷۷ نفر بوده‌است.